# Mydriase
Cet article concerne le signe clinique. Pour l'essai littéraire de Jean-Marie-Gustave Le Clézio, voir Mydriase (poésie).
 Mise en garde médicale
La mydriase est une augmentation du diamètre de la pupille par contraction du muscle dilatateur de l'iris, dont les fibres sont radiales. C'est l'effet contraire du myosis.

## Physiologie
La mydriase est une réaction normale à la pénombre. Elle est dans ce cas bilatérale et réactive (l'éclairage d'un œil entraîne la régression de la mydriase des deux yeux). Cette réaction (et son contraire) nécessite l'intégrité d'un circuit comprenant :
- la rétine ;
- le nerf oculomoteur ;
- les aires cérébrales de la vision ;
- la pupille.

La mydriase est due à l'activation du système orthosympathique ou à l'inhibition du système nerveux parasympathique par exemple lors d'un collyre d'atropine.
Elle est parfois le signe d'un traumatisme crânien ou de l'orbite (blessure oculaire), du  sphincter de l'iris (le muscle responsable de la fermeture de la pupille) ou des nerfs qui le contrôlent, qui s'ils sont endommagés, ne permettent plus ou réduisent le réflexe pupillaire.
Le meilleur moyen de mesurer une mydriase de manière fiable et objective est d'utiliser un pupillomètre, qui permet de mesurer avec une précision au millimètre près l’augmentation du diamètre pupillaire. Cet outil représente une aide précieuse dans le diagnostic neurologique, notamment en réanimation et aux urgences, où une évaluation rigoureuse des variations pupillaires permet de détecter rapidement des atteintes neurologiques graves.
La mydriase artificielle est provoquée par instillation de collyre alpha-mimétique dans l'œil. Ceci est notamment utilisé pour certains examens ophtalmologiques (comme l'observation du fond de l'œil).
La mydriase fait également partie des signes annonciateurs d'un arrêt cardiorespiratoire.

## Pathologie

### Neurologie
La mydriase aréactive symétrique (les deux pupilles sont dilatées et ne se contractent pas à la lumière) est un signe de souffrance cérébrale importante comme elle peut se voir à la suite d'un arrêt cardiorespiratoire, mais aussi dans certains comas d'origine diverse. En argot de médecine d'urgence, on parle d'un patient en « plein phares ».
Une mydriase unilatérale (d'un seul œil), se caractérise par une anisocorie. Elle peut indiquer une atteinte d'une quelconque partie du circuit décrit ci-dessus et peut parfois être révélatrice d'une maladie grave (compression par une tumeur, hématome intracérébral…). Un avis spécialisé est nécessaire.
L'observation des pupilles et le test des réflexes pupillaires font donc partie de l'évaluation de l'état neurologique du patient.

## Psychologie
Quand elle ne persiste pas face à une forte luminosité ambiante, quand elle n'est pas pathologique ni symptôme d'une pathologie ou d'un sevrage de prise d'un agent chimique mydriatique telles que certaines drogue, dont l'alcool et/ou certains médicaments ou toxiques naturels, la mydriase bilatérale est un phénomène naturel. 
Ce phénomène est inconscient, c'est-à-dire uniquement contrôlé par le système nerveux autonome. 
Dans la physiologie humaine, la mydriase apparaît par exemple et principalement :
- sous l'influence de la douleur[2], de la peur ou dans un contexte d'attention aiguë (chez la personne en alerte ou dans une situation de danger ; la mydriase permet au cerveau de mieux percevoir certains détails de son environnement) ;
- associée à des émotions positives fortes (la mydriase peut être le signe de grand intérêt pour un objet ou une situation, ou d'une attirance pour autrui). Des études ont montré une relation entre le diamètre de la pupille et l'émotion ressentie envers l'objet ou la personne observé par l'individu, et Peele & Brodsky en 1975 ont même fait un parallèle entre la dépendance aux substances psychoactives et la dépendance amoureuse, qui — notaient-ils — toutes deux se manifestent par une accélération du rythme cardiaque (tachycardie), de l'hypertension, une hypersudation… et une mydriase[3],[4]. Le phénomène de mydriase peut être réciproque (dans le cas d'une attirance entre deux êtres humains, un individu attiré par un autre aura les pupilles plus dilatées, mais également sera plus attiré par un visage aux pupilles dilatées). Ce processus joue un rôle important dans la reconnaissance de l'attirance réciproque. À l'inverse, le myosis peut donner un regard perçu comme plus intense et plus profond. Certains dessins et notamment dessins animés et particulièrement ceux de la culture japonaise manga exploitent ce phénomène pour exprimer les émotions : les yeux des personnages y sont représentés plus grands que la réalité, avec des pupilles anormalement dilatées. Toujours pour les mêmes raisons, un personnage stressé, colérique voire fou sera fréquemment représenté avec un myosis extrême et des pupilles réduites à un point. Le phénomène peut encore être accentué en représentant l'iris totalement blanc.

## Ophtalmologie
Une mydriase est provoquée pour pouvoir effectuer un examen du fond d'œil dans le but d'étudier par exemple l'évolution d'un diabète (rétinopathie diabétique) ou lors de forte myopie (décollement de la rétine).

## Mydriatique
Un mydriatique est un agent qui induit la dilatation de la pupille, par exemple l'atropine (tirée de la belladone), le tropicamide ou le sulfate de duboisine.

## Cas célèbres
À la suite d'un violent coup de poing reçu au visage, le chanteur anglais David Bowie a perdu la faculté de myosis à l'œil gauche, et avait la pupille constamment dilatée.
L'acteur américain Judd Hirsch souffre de mydriase à l'œil droit.[réf. nécessaire]